# 鮫島るい
鮫島 るい（さめじま るい、1992年11月20日 - ）は、日本のAV女優、総合格闘家、柔道家。

## 略歴
- 2015年にAVデビューした黒ギャル系のAV女優。
- 川口市立戸塚中学校、埼玉栄高等学校卒業。近畿大学中退。
- 2007年全国中学校柔道大会、2009年全国高等学校総合体育大会柔道競技大会女子57kg級優勝。